# Kanton Château-Gontier-Ouest
Der Kanton Château-Gontier-Ouest war von 1985 bis 2015 ein französischer Kanton im Arrondissement Château-Gontier, im Département Mayenne und in der Region Pays de la Loire; sein Hauptort war Château-Gontier.

## Gemeinden
Der Kanton bestand aus acht Gemeinden und einem Teil der Stadt Château-Gontier (angegeben ist die Gesamteinwohnerzahl):
| Gemeinde           | Einwohner Jahr | Fläche km² | Bevölkerungsdichte | Code INSEE | Postleitzahl |
| ------------------ | -------------- | ---------- | ------------------ | ---------- | ------------ |
| Ampoigné           | 562 (2013)     | –          | – Einw./km²        | 53004      | 53200        |
| Château-Gontier    | 11.582 (2013)  | –          | – Einw./km²        | 53062      | 53200        |
| Chemazé            | 1.365 (2013)   | –          | – Einw./km²        | 53066      | 53200        |
| Houssay            | 470 (2013)     | –          | – Einw./km²        | 53117      | 53360        |
| Laigné             | 855 (2013)     | –          | – Einw./km²        | 53124      | 53200        |
| Loigné-sur-Mayenne | 888 (2013)     | –          | – Einw./km²        | 53136      | 53200        |
| Marigné-Peuton     | 553 (2013)     | –          | – Einw./km²        | 53145      | 53200        |
| Origné             | 423 (2013)     | –          | – Einw./km²        | 53172      | 53360        |
| Saint-Sulpice      | 245 (2013)     | –          | – Einw./km²        | 53254      | 53360        |